# Angus Buchanan

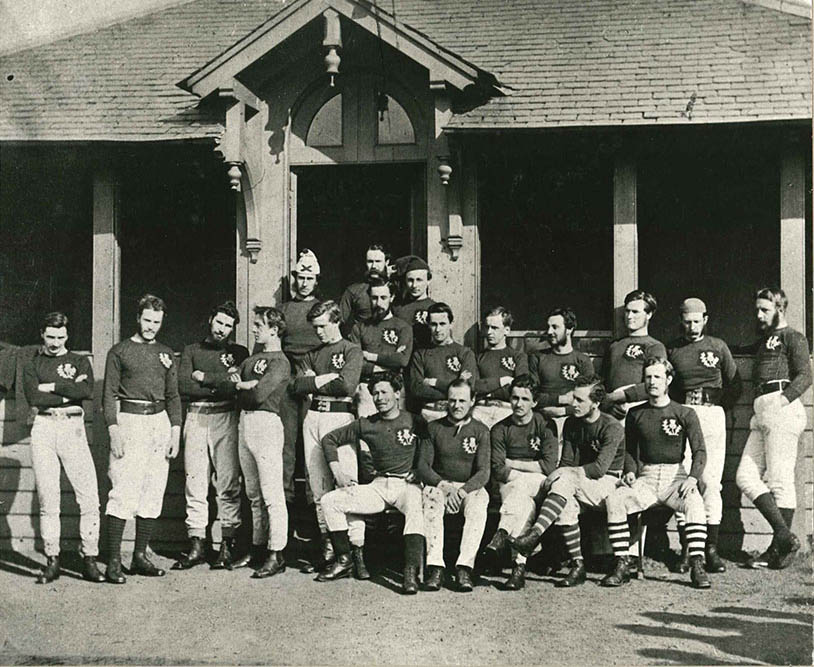
Primera selecció de jugadors escocesos, el 1871, per al primer partit internacional, contra Anglaterra, a Edimburg.

Angus Buchanan (15 de gener de 1847 - 21 de febrer de 1927) fou un jugador de rugbi i criquet escocès. Un dels primers jugadors escocesos de la història, va jugar amb la selecció escocesa el 1871. Va jugar simultàniament amb el Royal High School FP, i l'Edinburgh University RFC.
Buchanan va jugar el primer partit de la història de la selecció escocesa de rugbi, convertint-se a més en el primer jugador de la història en anotar un assaig en un partit internacional, després de l'intent fallit per part de G. Ritchie. Escòcia havia empès a una melé sobre la lína d'assaig anglesa, i Buchanan es va trobar amb la pilota.
L'assaig fou convertit per William Cross, pujant un punt al marcador, que al final seria definitiu (llavors només comptaven els gols, no els assajos). Els anglesos van argumentar que l'assaig no havia de comptar, però va ser concedit per l'àrbitre, Hely Hutchinson Almond (també escocès; llavors, els jutges no eren imparcials, com tampoc ho eren els àrbitres)
Hutchinson tampoc va saber defensar la seva decisió:
"Deixim fer una confessió: No se si la decisió d'atorgar l'assaig a Escòcia, que a la llarga li va permetre anotar un gol i guanyar el partit, va ser correcte. Quan un àrbitre té un dubte, crec que és justificable decidir en contra del bàndol que fa més soroll. Probablement estan equivocats."
Segons fonts confirmades, Buchanan era el jugador més vell d'aquella primera selecció, nascut el gener de 1847, i tenia 24 anys quan es va jugar.
Buchanan també va jugar amb la selecció de criquet escocesa.

## En la cultura popular
Buchanan forma part del gran univers de Harry Potter, apareixent en un passatge escrit per J.K. Rowling al website Pottermore. Segons Rowling, Buchanan era un llufa (squib en anglès), que als 11 anys va anar a viure amb els muggles. Dedicant la seva vida al rugbi, el jugador escocès publicaria una autobiografia titulada La meva vida com a llufa (My Life as a Squib en anglès), que tindria un gran èxit entre les bruixes i els bruixots. Gràcies al seu èxit, doncs, la comunitat màgica de la Gran Bretanya va començar a interessar-se per aquest esport muggle, motiu pel qual encara avui en dia moltes bruixes i bruixots segueixen el rugbi i, molt especialment, la selecció escocesa.